# Dolichos formosanus
Dolichos formosanus là một loài thực vật có hoa trong họ Đậu. Loài này được (Hayata) S.S. Ying miêu tả khoa học đầu tiên năm 1987.